# 構造主義
構造主義（こうぞうしゅぎ、仏: structuralisme）は、狭義には1960年代に登場し主にフランスで発展していった20世紀の現代思想の一つ。
なお、構造主義と構成主義は異なる。構造主義の代表的な思想家としてクロード・レヴィ＝ストロース、ルイ・アルチュセール、ジャック・ラカン、ミシェル・フーコー、ロラン・バルトらが活躍した。

## 概観
構造主義は広義には、現代思想から拡張されて、あらゆる現象に対して、その現象に潜在する構造を抽出し、その構造によって現象を理解し、場合によっては制御するための方法論を指す語である。構成主義者のジャン・ピアジェが「構造主義」という著書を出版していたり、「構造主義」「構成主義」「構造構成主義」「構築主義」など、大学で哲学を学ぶ学生を混乱させる用語は多いが、構成主義と構築主義（社会構成主義）は同じである。なお、構造主義と構成主義は日本語では似ているが、英語ではまったく異なる用語になっている。エミール・デュルケームの研究により、社会学の概念は「構造」と「機能」で構成されるという「構造機能主義」のアプローチが生まれた。構造主義という名称から、イデオロギーの一種と誤解されがちであるが、「方法論」として普及・定着している。あらゆるイデオロギーを相対化するという点でメタイデオロギーとも言える。文化人類学、社会学、論理学、言語学、精神分析学、心理学、経済学、生物学、記号論、ゲーム理論などの学問分野の他、文芸批評、音楽評論にも構造主義が応用されている。
これはフランスの思想界を中心に反響をもたらしており、この見解をかりてマルクス主義を更新させようとする修正主義の試みも見られる。一般的には、研究対象を構成要素に分解して、その要素間の関係を整理統合することでその対象を理解しようとする点に特徴がある。例えば、言語を研究する際、構造主義では特定の言語、例えば日本語だけに注目するのではなく、英語、フランス語など他言語との共通点を探り出していくメタ的なアプローチをとり、さらに、数学、社会学、心理学、人類学など他の対象との構造の共通性、非共通性などを論じる。

## 歴史

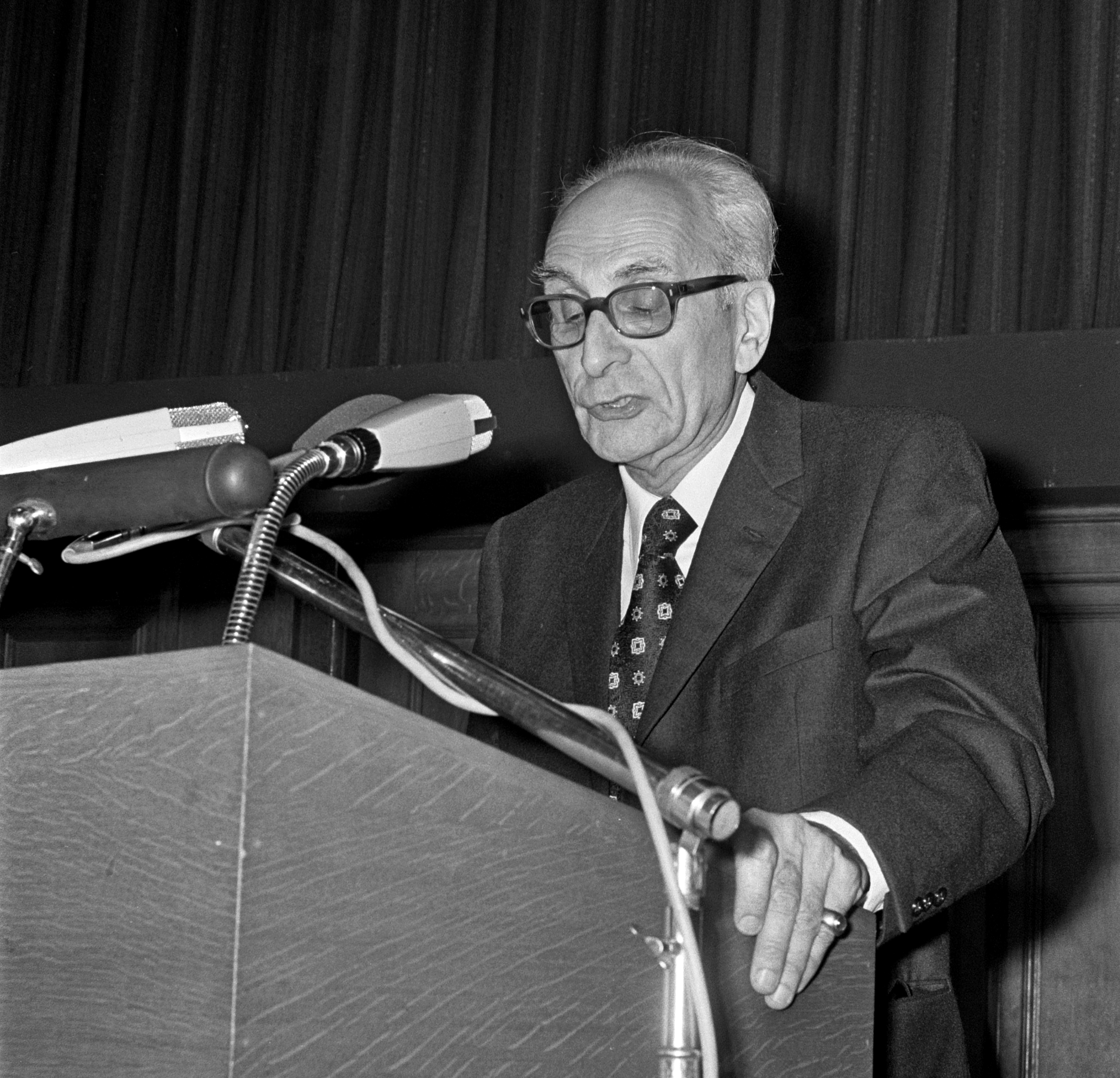
レヴィ＝ストロースの人類学における試みが構造主義の先駆となった

構造主義は、20世紀初頭のフランス、ロシアを拠点として、ソシュールらの研究により発展した。ソシュールの言語学がフランスで広まったことは、構造主義の起源とされている。
数学において、ブルバキというグループは、代数的構造、順序的構造、位相的構造の3つを母構造と呼び、公理学を導入することにより数学の形式化を進めた。 この方法論がどのような学問に応用できるのかについては、幅広いコンセンサスが得られておらず、構造主義の祖とされるソシュール自身は構造という用語を用いておらず、自身の理論を言語学以外の分野に拡張することにも慎重であった。ソシュールは記号論にも影響を与えた。
構造主義という用語が広く知られるようになったのは、クロード・レヴィ＝ストロースが、このような方法論を人類学に応用し、文化人類学において婚姻体系の「構造」を数学の群論 (group theory) で説明したのが嚆矢である。群論は代数学（抽象代数学）の一分野で、クロード・レヴィ＝ストロースによるムルンギン族の婚姻体系の研究を聞いたアンドレ・ヴェイユが群論を活用して体系を解明した。
1960年代、人類学者のクロード・レヴィ＝ストロースによって普及することとなった。レヴィ＝ストロースはサルトルとの論争を展開したことなども手伝ってフランス語圏で影響力を増し、人文系の諸分野でもその発想を受け継ぐ者が現れた。アレクサンドル・コジェーヴのヘーゲル理解を承継したルイ・アルチュセールは構造主義的マルクス主義社会学を提唱した。
構造主義にとっての構造とは、単に相互に関係をもつ要素からなる体系というだけではなく、レヴィ＝ストロースの婚姻体系の研究にみられるように、顕在的な現象として何が可能であるかを規定する、潜在的な規定条件としての関係性を意味する。そのような限りで、フロイトの精神分析の無意識という構造を仮定するアプローチも一種の構造主義と言える。ジャック・ラカンは精神分析に構造主義を応用し、独自の思想を展開した。
構造主義を応用した文芸批評は、言語学者ロマーン・ヤーコブソンの助力の下に、レヴィ＝ストロースがボードレールの作品『猫』について言及したことに始まる。彼によれば、人類学が神話において見出した構造と、言語学・文学が文学作品・芸術において見出した構造は顕著な類似性を見出すことができるのである。ここでは、言語、文学作品、神話などを対象として分析するにあたって、語や表現などが形作っている構造に注目することで対象についての重要な理解を得ようとするアプローチがなされている。このようなアプローチは、ロラン・バルト、ジュリア・クリステヴァらの文芸批評に多大な影響を与えた。構造を見出すことができる対象は、商品や映像作品などを含み、狭い意味での言語作品に限られない。こうした象徴表現一般を扱う学問は記号論と呼ばれる。
ただし、静的な構造のみによって対象を説明することに対する批判から、構造の生成過程や変動の可能性に注目する視点がその後導入された。これは今日ポスト構造主義として知られる立場の成立につながった。

## 音楽における構造主義
現代作曲家のヘルムート・ラッヘンマンについて指摘される場合があるが、これはベートーヴェンから導き出した変容法や変奏技術が、楽曲の構造に反映していると見られている。また、ブラームスのソナタ形式をはじめ、リヒャルト・シュトラウスの対位法やバッハのフーガでも構造上の意図が散見される。

## 生物学における構造主義（構造主義生物学）
構造主義生物学とは構造主義の考えを生物学に応用しようとする試みである。
なお、生体分子の立体構造を解析し研究する生物学の一分野は「構造生物学」と呼ばれるが、これは名称が類似しているだけで直接の関係はない。

## 開発経済学における構造主義
経済学、とりわけ開発経済学の分野において、構造主義は1940年代〜1960年代の主流派であった。ここにおける構造主義とは、発展途上国の経済構造は先進国のそれとは異なるものであり、それゆえに経済格差が発生している、という考えである。南北問題などもこの経済構造の違いが原因で起こるとされた。
こうした構造主義では、先進国と発展途上国で適用すべき経済理論を使い分けなければならないとされたが、1960年代以降に主流派となる新古典派経済学によってこの考え方は否定されることとなる。構造主義にかわって主流派となった新古典派経済学では、先進国と同様に発展途上国でも経済市場のメカニズムは同じように機能する、という考えにもとづく自由主義的アプローチがなされた。